# La Gran Curva
La Gran Curva fue una banda madrileña integrante de la llamada «onda siniestra» (dark wave) y posteriormente del synth pop, fundada en 1984 y disuelta en 1987.

## Historia
La Gran Curva toma su nombre del tema de Talking Heads, The Great Curve, contenido en su álbum Remain in Light. La banda estaba formada por Belén L. Celada, Juan José Suárez y Julián Sanz Escalona. Producidos por Servando Carballar, líder de Aviador Dro, grabaron todos sus discos en DRO, en los estudio Duplimatic de Madrid. 
Juan José Suárez después de su disolución en se integraría en Lunes de Hierro, grupo paralelo de Servando Carballar. Julián Sanz Escalona, proveniente de grupos como La Fundación y Mar Otra Vez formaría posteriormente Erizonte.

## Miembros
- Juan José Suárez: Voz, guitarra y programaciones
- Belén L. Celada: Voz, guitarra
- Julián Sanz Escalona: bajo, teclados, voz y percusión

## Discografía
- Maxisingle «Impulsos» / «Tensión» (Discos Radiactivos Organizados 1985)
- Recopilatorio «1985 AÑO CERO. UNA COLECCION DRO /TRES CIPRESES» (Discos Radiactivos Organizados DRO 4D-151, 1985)
- Recopilatorio «La unica alternativa» (Discos Radiactivos Organizados 1985) con grupos como ‘La dama se esconde’ ‘La caída de la casa Usher’ o ‘Duncan Dhu’. Se incluyeron dos temas «Poder silencioso» y «En el paraíso tú sonreirás».
- Single «El lugar equivocado» / «Extraño mundo» (Discos Radiactivos Organizados 1986)
- Álbum «Pasion en tus manos» (Discos Radiactivos Organizados DRO 3D-178, 1986).

Contiene ocho canciones: ‘No lo haré’, ‘Ojos que no ven’, ‘Constantes y variables’, ‘Mi cuerpo’, ‘El lugar equivocado’, ‘Hablamos, hablamos’, ‘Adoro tus lágrimas’ y ‘Extraño mundo’

## Conciertos importantes
- Rock-Ola, Madrid
- Sala Morrison, Zaragoza,
- Sala del Mirador, Madrid.
- Aparición en el programa musical de TVE A UAN BA BULUBA BALAM BAMBU (1985), dirigido por Carlos Tena.